# Silene czopandagensis
Silene czopandagensis är en nejlikväxtart som beskrevs av Bondar. Silene czopandagensis ingår i släktet glimmar, och familjen nejlikväxter. Inga underarter finns listade i Catalogue of Life.